# IC3
IC3, litreret MFA-FF-MFB (MF), er betegnelsen for et dieseldrevet togsæt, der består af tre vogne med i alt 140-177 siddepladser og en maksimalt tilladt hastighed på 160-180 km/t. Togsættene er bygget i 1989-98 af ABB Scandia i Randers (i dag Bombardier) i 153 eksemplarer, hvoraf 96 togsæt benyttes af DSB. En række togsæt er eksporteret til Sverige og Israel. Hos DSB kan op til fem togsæt sammenkobles til en samlet længde på 292,5 meter og med i alt 720 siddepladser.
Et særligt kendetegn ved IC3 er gumminæserne i form af membraner på togets fronter. Når to togsæt kobles sammen, gør de det muligt at skabe overgang mellem dem, idet førerpladserne slås til side. Konceptet er videreudviklet i en elektrisk version, betegnet IR4, der samkører med IC3. IC3 findes endvidere i en to-vognsversion hos Lokaltog benævnt IC2. Den seneste videreudvikling er Litra ET, der er produceret fra 2000 til 2012 i 111 eksemplarer. Gumminæserne er desuden eksporteret til Belgien og Spanien.
I perioden 2009-2013 kørte DSB's IC3-tog i gennemsnit 385.500 km mellem nedbrud, hvilket gør togtypen til DSB's mest driftsstabile. IC3 skulle udgøre grundstammen i fjerntrafikken, indtil IC3 kunne afløses af IC4 og IC2. Derefter skulle IC3 kunne fortrænge de lokomotivtrukne tog i den sjællandske regionaltrafik.

## Generelt
IC3 er designet og udviklet af DSB, ABB Scandia og Duewag. Der er bygget i alt 153 togsæt, hvoraf de 61 (ca. 40 %) blev eksporteret. Oprindelig leveredes 85 togsæt til DSB i 1989-93 suppleret med fire togsæt i 1996. De sidste tre togsæt leveredes i 1998 i forbindelse med, at jernbanen til Københavns Lufthavn, Kastrup åbnede. De 9 første togsæt til Israel leveredes i 1991 efterfulgt af 31 togsæt i 1996. Den oprindelige materielbeholdning så således ud:
- 92 (1989-1993, 1996 og 1998 til DSB)
- 41 (1991 og 1996 til Rakevet Yisrael, dss. Israel Railways)
- 20 (1996 til bl.a. Blekinge Länstrafik)

I 2003 solgtes 9 af de svenske togsæt til Israel Railways og 4 togsæt til DSB, så materielbeholdningen så således ud:
- 96 (DSB)
- 50 (Israel)
- 6 (Sverige)[Nb 3]

DSB's IC3-togsæt er nummereret som følger, idet de tre vogne i hvert togsæt altid har løbenummeret til fælles:
- MFA 5001-5096
- FF 5401-5496
- MFB 5201-5296

DSB's IC3-tog erstattede de røde lokomotivtrukne B-vogne fra 1970'erne og blev hurtigt populære blandt passagererne på grund af togets hurtige acceleration, gode køreegenskaber og den generelt høje komfort.
Den maksimalt tilladte hastighed er 180 km/t for de danske og svenske togsæt og 160 km/t for de oprindelige israelske togsæt (nr. 01-41).
Togsættene er indrettet med et varierende antal siddepladser afhængigt af operatøren. 1. klasse findes ikke i de oprindelige israelske togsæt.
- DSB (1990: 145 sæder, 1991: 144 sæder, 2007: 142, 2013: 151)
- Israel Railways (1991: 167 sæder, 1996: 177)
- Blekinge Länstrafik m.fl. (1996: 140 sæder)

## Historie og baggrund
Officielt startede udviklingen af IC3 i efteråret 1983, da DSB's køreplanskontor udsendte en rapport om den fremtidige fjerntogstrafik, hvor man konkluderede, at selvkørende togsæt havde en række fordele i forhold til lokomotivtrukne tog. I forlængelse heraf anbefalede en DSB-arbejdsgruppe i sommeren 1984 korte og lette selvkørende togsæt, som nemt kunne sammenkobles og deles. En del af ideerne kan dog spores længere tilbage.

### Prototypelyntog
Det lykkedes ikke DSB's projektgruppe APO Fjerntog at finde en eksisterende togtype, der kunne bruges til den danske fjerntrafik, og derfor valgte man selv at designe og få bygget to Prototypelyntog, hvor man tillige kunne afprøve forskellige tekniske løsninger. For at udnytte færgesporene optimalt på de nye storebæltsfærger, valgte man at bygge de nye tog som sæt bestående af fem vogne hver med en længde pr. vogn på 26,4 meter. Samtidig valgte man at samarbejde med de to APO'er, som beskæftigede sig med henholdsvis dieseltraktion og eltraktion. Årsagen var, at det måtte forventes, at de tre APO'ers færdige produkter ville komme til at køre meget sammen, og derfor valgte man et fælles design for vognkassernes profil (form) og førerrummenes udformning.
DSB skrev kontrakt med Scandia i august 1978 om to prototyper med en forventet bygge- og udviklingstid på lige over et år. De skulle dog vise sig at blive forsinkede, fordi DSB havde besluttet, at man alligevel ville vente med at afskaffe MA-lyntogene. Derfor skulle det nye tog være indrettet som et lyntog. Denne udmelding kom så sent, at de to tog var næsten færdigbyggede og derfor måtte ændres, så de først kunne leveres i starten af 1981.
Selv om prototypelyntogene ikke fik en lang karriere hos DSB, dannede erfaringerne med toget grundlag for mange af de ideer, der arbejdedes videre med, da IC3-togene udvikledes.

### IC3-toget bliver til
I 1983 havde DSB's ledelse efterhånden indset, at prototypelyntogene (efterhånden betegnet IC5) ikke var den rigtige løsning til at trafikken mellem landsdelene, bl.a. fordi de bestod af fem lange vogne og derfor dels kun kunne sammenkobles to ad gangen - hvilket ville give et meget tungt tog for ét lokomotiv - og dels havde for mange pladser til at betjene yderstrækningerne i Jylland. Endvidere havde DSB høstet særdeles gode erfaringer med MR-togsættene, som DSB havde indført i regionaltrafikken i Jylland/Fyn. På baggrund af disse erfaringer nedsattes en arbejdsgruppe, som skulle udvikle "fremtidens intercitytog, som skulle reducere rejsetiden over Storebælt dels ved at indføre togsæt, som selv kunne køre ombord og i land fra færgerne, og herigennem spare dels rangertiden på begge sider af Storebælt, og dels tillod passagererne at blive i togsættene."
Da politikerne samtidig havde besluttet at udskyde elektrificeringen af de danske hovedstrækninger, var det nødvendigt at udvikle et helt nyt koncept til trafikken på disse strækninger.
Det medførte, at man stort set så bort fra de fleste af de erfaringer, man havde høstet fra forsøgene med de lokomotivtrukne prototypelyntog.
Da klimadiskussionerne på dette tidspunkt blev tillagt stor betydning, besluttede arbejdsgruppen at udruste togsættene med den mindst forurenende traktion. Samtidig kunne man fremover drage nytte af den udvikling, man forudså ville komme inden for forbrændingsmotorerne (dieselmotorerne) på især de mindre motorer, som anvendtes i lastbil- og bustrafikken, som løbende fornyes, og ikke som i jernbanetrafikken, hvor levetiden for materiellet oftest ligger på op til 30-40 år.
Samtidig valgte man mekaniske gearkasser med en virkningsgrad på omkring 94 %, så forureningen fra udstødsgasserne blev minimeret, og da traktionsmodulerne samtidig blev specificeret, så disse moduler skulle kunne udskiftes på få timer.
Til at realisere det nye tog valgte DSB den unge ingeniør Niels Tougård Nielsen som leder af arbejdsgruppen. Han virkede som det rigtige valg og havde bidraget med en række ideer. Disse inkluderede den unikke front og førerrumsløsning, anvendelsen af én bogie mellem vognenderne og ikke mindst, at hele toget skulle være styret af mikro-computere.
Arbejdsgruppen var opmærksom på, at de gamle lyntog fra 30'erne havde haft fællesbogier, hvor løbeegenskaberne ved høje hastigheder kunne volde problemer. Samtidig undersøgte man dog nyere tog med fællesbogier, hvor disse problemer var løst, så man troede på, at der kunne laves togsæt med de løbeegenskaber, man ønskede.
Da togsættene blev leveret, kunne man med små justeringer/tilpasninger af de indbyggede støddæmpere opnå de ønskede løbeegenskaber ved hastigheder op til de 180 km/t, som togsættene var specificerede til.
Tougård Nielsen mente, at prototyper var unødvendige og anbefalede derfor at bestille 23 togsæt i den første serie, der efterfulgtes af flere serier, som blev bygget i forlængelse af hinanden, så DSB med årene nåede op på i alt 96 togsæt.
Hos Scandia voldte konstruktionen og bygningen af IC3-toget store problemer. For det første var kun et fåtal af medarbejderne uddannet til at arbejde med aluminium, og for det andet havde man ikke erfaringen til at lave det komplicerede elektriske system. Forskellige firmaer, bl.a. AEG og Søren T Lyngsø, prøvede at designe computersystemet og få det til at virke. For Scandias vedkommende endte det med, at man i slutningen af 1987 var tæt på at gå konkurs, men firmaet blev reddet og opkøbt af ABB, som i samarbejde med Scandia og DSB udviklede et styresystem, som virkede.
| Interiør fra DSB 1' ca. 2005-2013 (tv.) og i 2014 (th.) |  | Interiør fra DSB 1' ca. 2005-2013 (tv.) og i 2014 (th.) |
| Interiør fra DSB 1' ca. 2005-2013 (tv.) og i 2014 (th.) |  |                                                         |

I slutningen af 1988 var de første togsæt klar til levering, og man kunne begynde testkørslerne. Men på trods af, at de nye tog så imponerende ud og tilsyneladende var klar til at blive sat i drift, skete dette ikke. De nye tog var nemlig alt andet end driftklare, og DSB nægtede at overtage dem. Bl.a. havde man problemer med at få transmissionen til at fungere flydende. Toget har fire automat-gearkasser og dieselmotorer, som alle skal køre ensartet, og ikke mindste skifte gear samtidig. Disse problemer var forudsete og kunne rettes ved at tilpasse koblingstrykket.
Af andre småfejl kan det nævnes, at dørene til toilettet (som var styret elektronisk) kunne finde på at låse, selvom der var ledigt, eller uden der var problemer med udstyret.
Men man endte med at få løst problemerne, og de første togsæt kom i begrænset drift (man ønskede ikke flere ubehagelige overraskelser) i januar 1990, og togtypen kom i fuld drift fra sommerkøreplanen 1991, næsten fire år forsinket.

### Retssag vedrørende Deutz-motorer
Sø- og Handelsretten dømte i 2021 i en sag mellem Deutz AG og Konkurrencerådet:
Retten finder det godtgjort, at Deutz i sommeren 2010 iværksatte leveringsnægtelse og hindring af parallelhandel til Fleco af de unikke reservedele med henblik på at forhindre Fleco i at opfylde sin kontrakt med DSB. Der henvises indledningsvis til mailen af 16. juli 2010, hvoraf fremgår, at en ledende medarbejder i Deutz havde bestemt følgende: ”Close the door, dry them out, try to push the
Business to DMN”

## Teknik, design og indretning

### Teknik
Da toget sattes i drift den 13. januar 1990 var den maksimalt tilladte hastighed 140 km/t, hvilket øgedes til 180 km/t umiddelbart efter, at Storebæltsforbindelsen åbnede i 1997. Den 22. oktober 1991 slog IC3-togsæt MF 5006 dansk hastighedsrekord for tog med 204,6 km/t mellem Aarup og Middelfart.
Det er særligt for IC3 og IR4-togene, at de kan sammenkobles og fremføres i en samlet togstamme med både aktiv diesel og el-traktion. DSB er angiveligt den eneste togoperatør i verden, der kører dieseltogsæt og elektriske togsæt sammenkoblede i daglig drift.

#### Remotorisering og modernisering (2005)
Fra 2005 remotoriseredes DSB's samlede flåde af IC3-togsæt, således at Deutz V8-motorerne udskiftedes med nye Deutz V6-motorer. Effekten pr. togsæt øgedes fra 1600 til 1800 HK. Endvidere moderniseredes passagerfaciliteterne gennemgribende, hvilket blandt andet indebar sædebetræk og gulvtæpper i nyt design. Udvendigt ændredes det rød-hvide design til DSB’s nye designbemaling i blå og grå.

### Design
IC3's særlige kendetegn er den karakteristiske og markante gummimembran, der omkranser førerrummets frontvindue i begge ender af togsættet. Systemet, der danner grundlag for producentens betegnelse Flexliner, indebærer, at førerbordet og sædet kan slås til side ved sammenkobling af to togsæt. Således kan der etableres gennemgang mellem togsættene. Førerbordet mellem de sammenkoblede togsæt kan dermed gemmes bag en foldevæg.
En anden detalje ved fronten er, at gummimembranen skaber en usynlig fremadrettet kegle af frontløbende luft, når toget er i fart. Denne usynlige kegle gør toget meget aerodynamisk og nedsætter således vindmodstanden væsentligt.
Tilsvarende gumminæser findes på de 44 IR4 togsæt, privatbanernes 13 IC2 togsæt og Øresundstogene (111 togsæt – pr. april 2012) og er desuden eksporteret til Belgien.
De danske IC3 var oprindeligt hvide med røde dørpartier. Derved adskilte de sig markant fra DSB's daværende personvogne, der alle var røde. I 2002-2007 blev togene malet om i et lysegråt design med mørkeblå vinduespartier.

### Indretning
Som det følger af navnet, er IC3 indrettet med tre fast sammenkoblet vogne; to motorvogne MFA og MFB og en mellemvogn FF. Togets to dørpartier og vestibuler findes i motorvognene, hvilket indebærer, at mellemvognen udelukkende er indrettet med siddepladser vis a vis. Dørpartier og toiletter er placeret i endevognene (MFA og MFB), i modsatte ende af førerrummet. Den øvrige del af vognen er indrettet som passagerareal, og både MFA og MFB fungerer som motorvogne. Midtervognen (FF) har kun passagerafdeling, og adgang til denne sker via MFA og MFB. Udover passagerareal finder man i midtervognen, under gulvet og kun tilgængeligt udefra, nødbårer, nødkobling (til brug ved bugsering hvis der opstår fejl i motorerne), stiger og diverse andet udstyr.
Antallet af siddepladser varierer afhængigt af operatør. I DSB's IC3-tog har antallet desuden varieret gennem årene. De første togsæt havde farvevalg og sædestof af Nanna Ditzel, og familieafdelingen havde legehjørne.
Vinduerne kan ikke åbnes, og klimaanlægget er designet til at kunne sænke temperaturen fem grader i forhold til udendørstemperaturen.
Det er muligt at koble sig på internettet i alle IC3-tog - oprindeligt på strækningen København H – Aalborg. I juni 2015 udvidede DSB adgangen til internettet, så det blev gratis for alle rejsende i IC3, IC4 og IR4 uanset hvor i landet, togene kører. Samtidig opgraderedes forbindelsen fra 3G til 4G.

## Navngivning
Den 16. september 1989 navngav kronprins Frederik det første togsæt, MFA 5003, H.C. Andersen ved en ceremoni i Odense. Alle IC3 er adopteret af danske byer (og enkelte udenlandske), der har opkaldt dem efter lokale afdøde kendte personer. Undtaget er dog togsæt 96, der hverken er navngivet eller udsmykket. Togsæt 96 blev leveret i 2003. Ofte har togsættenes indvendige udsmykning relation til denne person. Også byer, der ikke har intercity-forbindelser, adopterede IC3-tog, blandt andre Hillerød, Farum, Glostrup og Frederiksberg. I 1998 navngav den skånske by Ystad IC3-togsæt MF 5090 efter den svenske skuespiller Ernst-Hugo Järegård, der er kendt som den excentriske overlæge Helmer fra Lars von Triers tv-serie Riget.
I forbindelse med en renovering af alle IC3 i løbet af 2018-2020 vil den indvendige udsmykning blive fjernet for at skabe visuel ro. Desuden er folien på mange af kunstværkerne blevet slidt og ødelagt, så hvis de skulle bevares, skulle de genskabes fra bunden. Det er desuden planen at omlakere togene udvendigt, og i den forbindelse vil navnene formentlig også forsvinde. En del af de byer, der medvirkede i sin tid, betjenes ikke længere af DSB, og en række kommuner er forsvundet ved Strukturreformen i 2007. Navngivningen giver derfor ikke så meget mening længere.

## Eksport
| Svensk IC3 (til venstre) og israelsk (til højre) |  | Svensk IC3 (til venstre) og israelsk (til højre) |
| Svensk IC3 (til venstre) og israelsk (til højre) |  |                                                  |

| Belgisk litra AM96 (tv.) og spansk litra 594 (th.) |  | Belgisk litra AM96 (tv.) og spansk litra 594 (th.) |
| Belgisk litra AM96 (tv.) og spansk litra 594 (th.) |  |                                                    |

### Sverige og Israel
Konceptet med et selvkørende 3-vognstogsæt viste sig at være en god eksportartikel og blev solgt til Sverige og Israel. I Israel var IC3 de første moderne tog som led i en omfattende modernisering af jernbanen i landet i starten af 1990'erne. Fire af de svenske tog (fra Blekinges Kystbane = "Kustpilen") blev i 2003 solgt til DSB, medens 10 var planlagt solgt til Israel. Uheldigvis havde svenskerne en alvorlig ulykke med et togsæt, der siden blev skrottet, så Israel fik kun 9 ombygget. Sverige har endnu 6 togsæt (med en anden motortype end DSB), der bruges på Stångådalsbanan mellem Kalmar og Linköping og på Tjustbanan mellem Västervik og Linköping. To af togsættene fra Israel har endda også kørt demonstrationsture hos Amtrak i USA. To af de israelske togsæt blev tilbagekøbt som reservedele i 2021. Et tredje togsæt bruges som kontor i Viborg.

### Belgien og Spanien
Flexliner-systemet med gumminæsen er endvidere eksporteret til brug på andre typer af togsæt i Belgien og Spanien.
I Spanien har RENFE modtaget 22 togsæt af 594-modellen, dog modificeret og både med bredtspor samt krængningsteknik. Af de 22 blev ved 14 frontpartiet ombygget.

## DSB-strækninger
Toget benyttes primært som InterCity og InterCityLyn fra København over Odense til:
- Fredericia – Herning – Struer.
- Fredericia – Vejle – Århus H – Aalborg
- Kolding – Flensborg

Desuden køres EuroCity:
- København - Odense - Hamburg Hbf

Ydermere køres regionaltog:
- Nordvestbanen.
- Sydbanen.

Efter åbning af Øresundsforbindelsen åbnede man en rute fra København til Ystad med færgeforbindelse til Rønne. Denne trafikeres i dag af Øresundstog.
I anledning af Berlin Marathon 2010 kørte et IC3 togsæt direkte fra København til Berlin via Fyn og Jylland.

## Slægtninge
IC3-togene er en del af den familie, som ADtranz (der opkøbte ABB efter denne havde opkøbt Scandia) kalder "Flexlineren". Der findes tre direkte slægtninge til IC3'eren og en indirekte slægtning, som anvender samme front som IC3.

### IR4
Den første videreudvikling af IC3 var IR4. Toget udvikledes til DSB's regionaltrafik og består af fire fast sammenkoblede vogne, der minder meget om IC3's MFA og MFB-vogne, idet den forreste og bageste vogn er stort set identisk med MFA/MFB bortset fra visse tekniske detaljer. Mellemvognene er tilsvarende i designet med indgangspartierne vendende mod hinanden. Således ligner et IR4-sæt næsten to IC3-sæt uden mellemvogn koblet front-mod-front. I den oprindelige bemaling adskilte IR4 sig fra IC3 ved, at de røde indgangspartier var betydeligt bredere end IC3's.
DSB har 44 IR4-sæt i drift.

### IC2
IC3 er også videreudviklet i 13 eksemplarer i en to-vogns version betegnet IC2 til danske privatbaner i 1997. I modsætning til IC3 er IC2 udrustet med lavgulvsvogn, et ekstra dørparti og vandkølede motorer i stedet for luftkølede. IC2 var den første store udskiftning af privatbanernes Y-tog. Det første togsæt leveredes til Gribskovbanen i april 1997. I dag kører IC2 kun på Lollandsbanen, hvor det er den eneste togtype, samt på Odsherredsbanen og Tølløsebanen. Selv om IC2 og IC3 mekanisk kan koble togene sammen, kan IC2 ikke samkøre med de øvrige flexlinere.

### Øresundstoget
Den seneste videreudvikling af IC3 er Øresundstoget benævnt Contessa af producenten og litreret litra ET-FT-ET. Som navnet antyder benyttes toget i Øresundstrafikken. Denne udgave er udviklet i samarbejde med de svenske jernbaner, SJ, og har undergået en del ændringer i forhold til sin forfader. Bl.a. er vognkassen bygget i rustfrit stål og har helt glatte sider, ligesom det er elektrisk drevet og kan køre i både Danmark og Sverige. Flexafdelingen i Øresundstogets mellemvogn er designet med lavgulv (ca. som IC2's FS-vogn). En yderligere forskel er, at hver vogn har to bogier i stedet for en fællesbogie, som det er tilfældet på IC3.

## Driftsstabilitet
I perioden 2009-2013 kørte DSB's IC3-tog i gennemsnit mellem 19.400 km og 57.400 km mellem tekniske hændelser på togene, der forårsagede en forsinkelse på mere end 5 minutter og 59 sekunder. I samme periode kørte IC3 i gennemsnit 385.500 km mellem hændelser på togene, som forårsagede, at en planlagt afgang ikke gennemførtes eller måtte udsættes på en station/strækning pga. en teknisk fejl på toget (dss. nedbrud). Det gør IC3 til DSB's mest driftsstabile tog.
|                            | 2009    | 2010    | 2011    | 2012    | 2013    | 2014    | 2015    | 2016    | 2017    | 2018   | 2019   |
| -------------------------- | ------- | ------- | ------- | ------- | ------- | ------- | ------- | ------- | ------- | ------ | ------ |
| Km mellem hændelser (MDBF) | 19.400  | 32.800  | 34.500  | 57.400  | 52.900  | 54.300  | 41.300  | 33.300  | 42.800  | 28.900 | 35.000 |
| Km mellem nedbrud          | 385.500 | 368.200 | 338.400 | 804.600 | 663.900 | 489.100 | 643.000 | 409.700 | 469.100 | -      | -      |

## Uheld og ulykker
Danmark
DSB's flåde af IC3-tog har hidtil været et meget driftsikkert tog. De mange år i drift har imidlertid betydet, at toget ikke helt har været forskånet for alvorlige jernbaneulykker.
- I 1994 påkørte et IC3-tog et regionaltog ved Mundelstrup.
- I 2001 døde en lokofører, da han under rangering i Kastrup stødte ind i et andet IC3-tog og fik forruden på sig.[37]
- I 2004 afsporedes et IC3-togsæt ved Tommerup ved høj fart.
- I 2009 påkørte et IC3-tog en lastbil i en overkørsel ved Soderup på Nordvestbanen, hvorved lastbilschaufføren blev dræbt på stedet,[38] og en lokomotivførerelev i toget efterfølgende døde af sine kvæstelser.
- I 2014 afsporedes et IC3-togsæt i et sporskifte på Horsens Station ved lav hastighed. Ingen kom til skade.[39][40]
- I 2016 brød IC3-togsæt i brand ved Nyborg.[41] Udsmykningen blev fjernet i forbindelse med renovereringen efter branden.

Israel
- I 2010 blev 48 mennesker kvæstet, da et israelsk IC3-tog brød i brand nord for Tel Aviv. Branden var angiveligt forårsaget af en utæt brændstofslange.[42]

Sverige
- I 2004 blev to mennesker dræbt og 40 kvæstet, da Kustpilen mellem Karlskrona og Malmö kolliderede med en lastbil i en overkørsel uden for Kristianstad.[43]

## Fremtiden for IC3
De først leverede IC3-tog har i 25 år udgjort grundstammen i den danske intercity- og lyntogstrafik. Enkelte togsæt har i perioder været i drift på Sydbanen og Nordvestbanen.
Alle togsæt ombyggedes omkring 2005 med nye motorer og gearkasser og ændret passagerlayout. Endvidere udvidedes togenes flexareal og antallet af klapsæder, og der etableredes en automat med snacks og sodavand i stedet for et standardtoilet. I løbet af 2014 ophørte brugen af automaterne samtidig med, at salgsvognen ophørte. I stedet henvises passagererne til DSB's 7-Eleven-kiosker og Selecta's snackautomater på de større stationer.
Det var meningen, at IC3 skulle fortrænge de lokomotivtrukne tog på de sjællandske regionaltogsstrækninger, efterhånden som IC4 blev sat i drift i fjerntrafikken. Leveringsforsinkelserne og de mange tekniske udfordringer med IC4 har imidlertid betydet, at IC3 fortsætter som grundstammen i fjerntrafikken indtil nye eltog bliver taget i brug fra 2027. I 2023 er IC3 pendlernes foretrukne togtype.

## Galleri
- To sammenkoblede togsæt i hvidt (tv.) og lysegråt (th.) design
- Reklamefolieret togsæt (2012)
- Et par togsæt fik forsøgsvis destinationsbokse over dørene.
- Interiør på standard fra 1990 til ca. 2005
- Interiør på standard fra ca. 2006 til 2013[47]
- Interiør på 1. klasse i den svenske 'Kustpilen'
- IC3 på Storebæltsforbindelsens lavbro
- IC3 (th.) ved siden af et MR-tog og to Lint 41 (tv.)
- IC3 (th.) ved siden af IC2, der er 35 cm højere end IC3
- To sammenkoblede israelske IC3

### Fodnoter
1. ↑  Ifølge den angivne artikel fra Ingeniøren den 3. oktober 2011 er der i alt leveret 202 IC3-togsæt til Danmark, Israel og Sverige. Dette stemmer dog ikke overens med andre kilder, herunder Railfaneurope.net, der angiver, at der oprindelig er leveret 85 + 4 + 3 togsæt til DSB, 10 + 31 togsæt til Israel og 20 togsæt til Sverige, hvilket i alt giver 92 + 41 + 20 = 153 togsæt.
2. ↑  Ifølge den angivne artikel fra Ingeniøren den 3. oktober 2011 var fire af de israelske IC3-togsæt ikke længere i drift på grund af forskellige uheld. Efter et alvorligt uheld i september 2004 udrangeredes endvidere et af de svenske togsæt, hvilket indebærer, at fem af de 153 ikke længere er i drift.
3. ↑  Det bemærkes, at et enkelt af de svenske togsæt måtte udrangeres efter en alvorlig ulykke.
4. ↑  Det fremgår af www.railfaneurope.net (Israel, Stock list, IR), at den maksimalt tilladte hastighed for de første 41 israelske togsæt leveret i hhv. 1992 og 1996 var 160 km/t og 180 km/t for de 9 togsæt, der erhvervedes fra Skåne i 2003.
5. ↑  Poulsen (2010) s. 121 angiver, at IC3 havde driftsdebut den 14. januar 1990. På sporet af 90'erne s. 5 og jernbanen.dk angiver dog, at driftsdebuten var den 13. januar 1990.
6. ↑  Fra 2015 er antal kørte kilometer mellem hændelser (MDBF) opgjort med et forsinkelseskriterie på 2:59 min. (Dette er dog først implementeret i 2016-rapporten, hvorfor MDBF for 2015 er opgjort til 57.400 i Årsrapporten for 2015 (side 65))
7. ↑  Fra 2018 er opgørelsen over 'Antal kørte kilometer mellem nedbrud' ikke længere opgjort.